# گندمک (سرده)
گندمک (نام علمی: Stellaria) نام یک سرده از تیره میخکیان است.